# Inetecaés
Inetecaés foi uma princesa egípcia da Terceira Dinastia do Egito, que reinou durante o Antigo Reino do Egito, a única filha conhecida do faraó Djoser e da rainha Hetefernebeti, era neta de Cassequém e Nimaatape.
Inetecaés é mencionada nas estelas limítrofes que cercam a pirâmide de degraus de Djoser (agora em vários museus) e em um relevo encontrado em  Heliópolis (atualmente Turim). O relevo mostra o faraó entronizado acompanhado por figuras menores de Inetecaés e Hetefernebeti.